# Can Mensa
Can Mensa és una casa del municipi de Cervelló (Baix Llobregat) inclosa en l'Inventari del Patrimoni Arquitectònic de Catalunya.

## Descripció
Es tracta d'un edifici que consta de planta baixa i tres pisos. La façana principal (únic sector de l'edifici protegit com a BCIL) està orientada a migjorn. Totes les obertures són allindanades i estan emmarcades per una motllura i unes línies horitzontals recorren l'edifici. Les obertures del segon pis donen a un balcó corregut i tenen un arc rebaixat a la llinda i les obertures del tercer pis són circulars. La porta d'entrada té un porxo sustentat per unes columnes dòriques que a la part superior és una terrassa. La façana està rematada per un frontó de forma corbada.

## Història
En aquesta casa vivia la família Mensa. Joaquim Mensa i Prats va ser l'impulsor de la indústria de la fabricació de vidre a Cervelló. Al costat de la casa hi havia la fàbrica que va ser enderrocada l'any 1977.
Actualment la casa s'ha convertit en una residència per a la tercera edat que ha conservat el nom Mensa.